# 畢業 (演藝界)

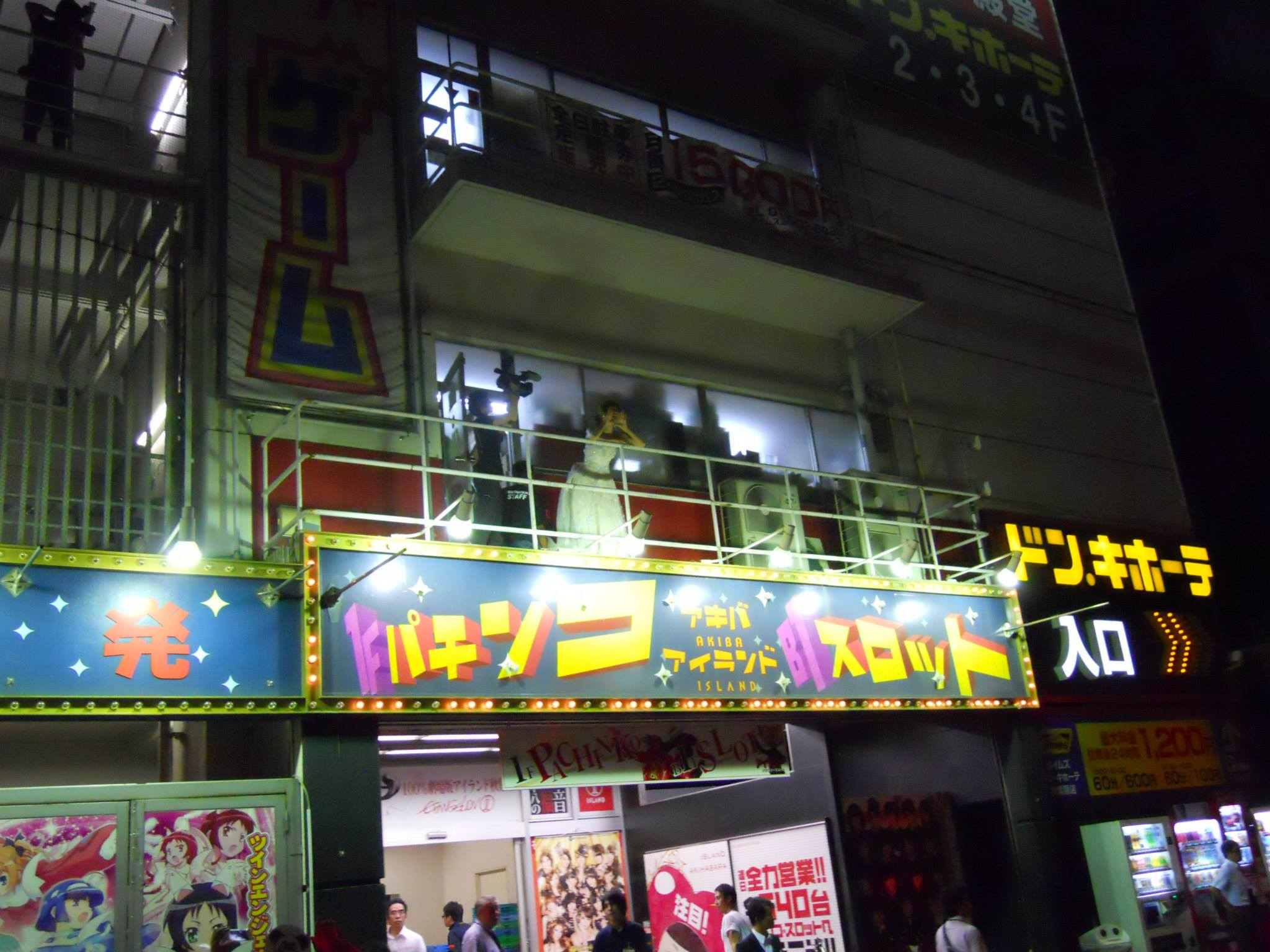
日本藝人篠田麻里子在畢業公演後於AKB48劇場外講話

在日本藝能界，畢業（日语：／ Sotsugyō）指日本偶像退出組合或藝人離開節目。女子偶像宣佈畢業的時期大多集中於春天前後的入學期或年末，在畢業時人氣偶像大多會舉行盛大的儀式。由於接受程度不一，偶像畢業後大多難以取得成功，與此同時偶像畢業亦容易導致組合本身的支持者也相應減少，因此在成員畢業時組合多數會介紹新人，從而穩定支持者的數目。另一方面，由於年齡關係，男子偶像多數不會畢業，就算有成員退出亦不會以畢業作為理由。此外，由於畢業包含展望未來的正面意思，不少其他領域的藝人亦會加以採用，而在日本社會上，亦逐漸有人採用畢業來取代較為負面的放棄，籍此希望他人鼓勵或支持自己。

## 概要
畢業一詞最早可以追溯至女子偶像組合小貓俱樂部成員中島美春和河合園子在1986年宣佈退出時，中島以希望成為潔牙師為由同時退出藝能界，河合則以獨立歌手為目標。本來小貓俱樂部便以「女子高生的課後活動」（女子高生の放課後のクラブ活動）為理念，因此以畢業來形容亦合理。由於需要兼顧學業，因此無法平衡兩者的女子偶像多數會選擇在春天開學前後畢業。另外，由於女子組合在年末多有大型演出，不少成員也會選擇在年末於大型場地宣佈畢業。
很多人氣偶像在畢業時也會舉行盛大的活動，例如從AKB48畢業的大島優子便在味之素球場舉行演唱會，Idoling!!!的遠藤舞和SUPER☆GiRLS的八坂沙織在畢業時亦舉行了同類型的演唱會。與此同時，由於社交網絡服務盛行，支持者很容易便能夠接觸偶像，因此當偶像畢業後，支持者亦可能同時放棄支持組合。對此，為了避免畢業導致支持組合的人數下降，其中一個解決方法就是不斷引入新人，除了AKB48姊妹組合等經常性去舊迎新的組合外，自出道後未曾有新成員加入的私立惠比壽中學和SUPER☆GiRLS均先後在2014年引入新人，以成員畢業的同時介紹新人的這種做法，將組合年輕化，同時吸引新的支持者，從而鞏固組合整體的人氣。
由於男子偶像組合多數不受年齡左右而很少有成員退出，因此畢業多數只出現於女子偶像組合。當男子組合有成員退出時，多數均不會使用畢業一詞，而是「脫退」，例如SMAP前成員森且行和KAT-TUN前成員赤西仁。女子組合構成上與男子組合不同，女子組合多以去舊迎新的方式維持組合，否則就算人氣有多高的組合也難逃解散的命運，但是男子組合大多數沒有這樣的機制，例如1988年成立的SMAP，在中居正廣和木村拓哉等成員均在40歲以上，组合成立近25年的情況下，依然在正常活动。換句話說，畢業變成一種制度，支持者和女子偶像均明白早晚會有成員畢業，而人數較少的女子組合甚至因此面臨解散。其中，櫻花學院便規定在中學畢業的同時從組合中畢業，而只有20人左右的Idoling!!!則在2015年全數畢業。

## 爭議
有些評論認為以畢業來取代退出並不妥當，因為畢業本身有完滿結束的含義，而在20世紀後期興起的早安少女組。在早期有成員退出時曾經使用「脫退」一詞，當時東京電視台節目《ASAYAN》每週均會報導有關早安少女組。的消息，使用「脫退」這樣的嚴詞可能有助提升節目效果。其後，早安少女組。規模不斷擴大，在成員退出時漸漸採用告別的形式，用詞上亦轉為使用畢業一詞。
如果組合成員不是出於自身意願，而是被營運方解僱的話，多數不會使用畢業，例如因醜聞而退出AKB48的增田有華便使用了「辭退」一詞，然而無論事實是怎樣，媒體及支持者大多數仍會以畢業來形容退出組合的情況。因此，不少事務所均以成員本人意願，加上雙方討論後得出的共識為名，將那些違犯守則或強行解僱的情況全數當作畢業來處理，反之部份無違犯任何規定，僅因個人意願而退出組合的話，亦有事務所選擇以「脫退」來形容，例如桃色幸運草Z前成員早見朱莉。然而，多數女子偶像組合均認為使用「脫退」對退出成員和組合本身都有負面影響，因此才採用較為有美感的畢業，例如乃木坂46在2014年時曾有兩名研究生以「活動辭退」為名離開團體，而同期畢業的正式成員卻能以「畢業」為名離開團體時，便曾經引起支持者的不滿。

## 後果

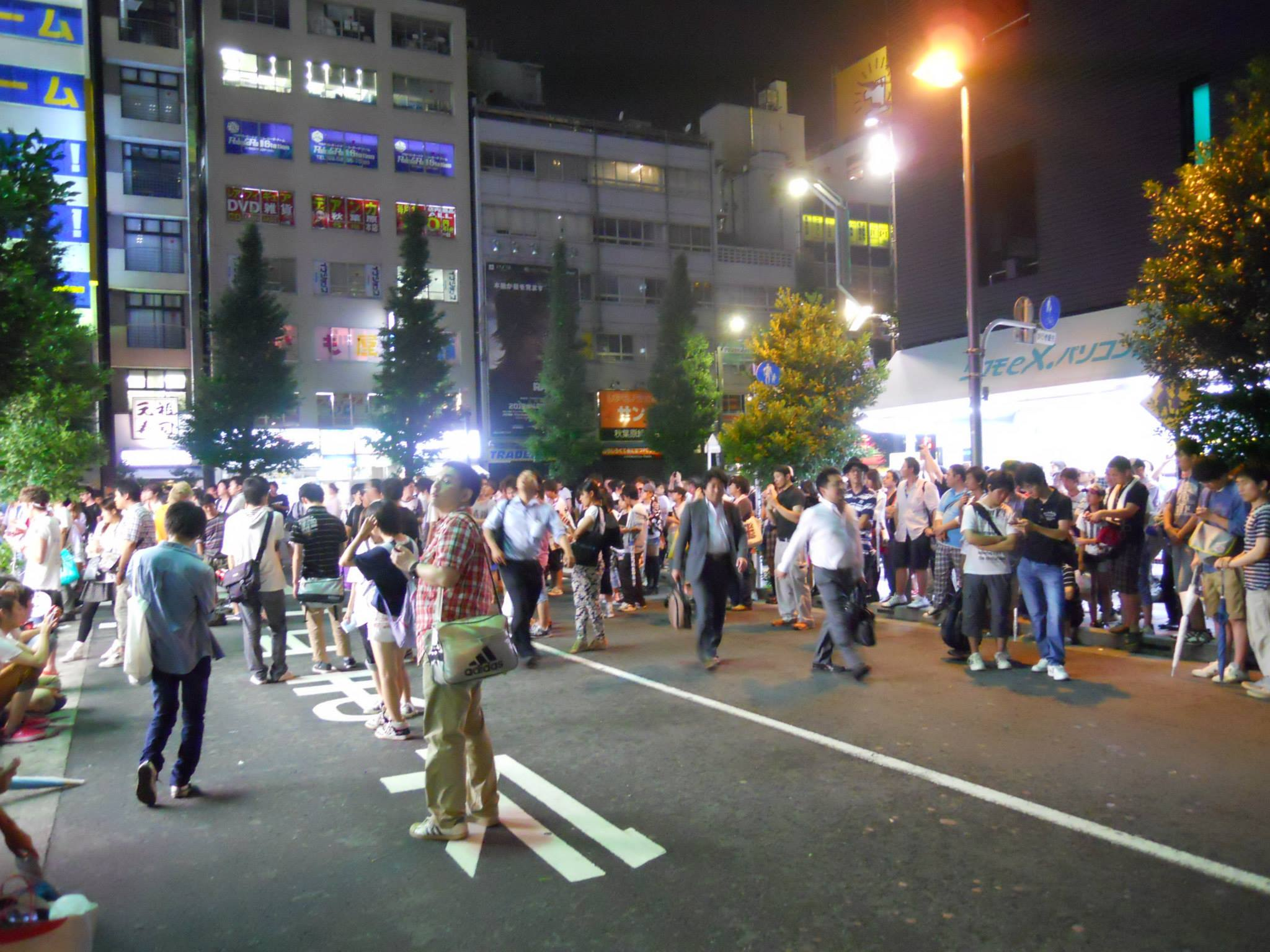
篠田麻里子畢業時在AKB48劇場附近聚集的人群

畢業後，原本偶像的銜頭變成演員、藝人或綜藝節目成員，然而這些身份在畢業前已經存在，但是畢業後握手會卻不會舉行，而且大量歌迷會在偶像畢業數年內便會解散。由於觀眾由支持者變為一般民眾，演技一般的偶像畢業後亦難以在一線電影演出。偶像本身是一種服務性行業，但是畢業後便會轉變成表現自己及其作品的製造業，因此大多數偶像均無法成功轉型，其中比較成功的例子有小泉今日子和篠原涼子等等。
與此同時，部份偶像在畢業前累積了各種經驗，就算在畢業後依然能夠活躍於該領域，例如秋元才加從AKB48畢業前已經累積相當的舞台劇經驗，在她畢業後仍然獲三谷幸喜賞識，讓她出演其作品。同樣地，從AKB48畢業的前田敦子在2007年時便出演電影《未來之我製作法》，及後憑著累積的戲劇經驗，主演2013年電影《不願長大的玉子》和2014年電影《Seventh Code》。同樣是從AKB48畢業的仲谷明香則成為聲優，並且主唱了動畫《光之美少女系列》的主題曲。
儘管如此，像AKB48前成員板野友美和篠田麻里子等畢業後媒體亮相度大減，其他在組合時擔任重責的成員，在畢業後面臨困境的也不佔少數，在這種情況下很多年輕女生可能變得不願意加入女子組合。由於畢業後收入得不到保障，前HKT48成員指原莉乃便表明會在畢業前只會儲蓄，不亂消費。以評論犀利著稱的藝人貴婦松子，甚至認為從女子組合畢業的偶像無法達致松田聖子和中森明菜的等級。

## 影響
由於以畢業來形容退出較為婉轉，加上語感較為優雅，因此眾多日本藝能界人士在退出組合或離開所屬節目時均會採用，例如離開日本電視台節目《SUKKIRI!!》班底的藝人Terry伊藤、離開富士電視台節目《鬧鐘電視》、《Wide na Show》、《喂！弘行村》和《Peke x Pon》班底的播報員三田友梨佳，以及離開朝日電視台連續劇《相棒》班底的成宮寬貴等等。在節目解僱成員時也多以畢業作為掩飾，例如離開富士電視台節目《SPORT》班底的TOKIO成員國分太一。
2016年開始出現VTuber後，畢業在日本已成為VTuber停止活動的近義詞。在部份情況下，畢業僅代表該VTuber與所屬公司解除合作，未來仍可能繼續活動。
畢業後短期內再次重返組合的話，容易引起支持者的不滿，例如在畢業後半年內三度在AKB48的相關活動中亮相的大島優子。
日本社會上亦漸漸以畢業來形容放棄某些事情，例如從公司畢業（会社を卒業する）和從兼職畢業（バイトを卒業する），在作為向前展望的用詞同時，亦隱含請別人鼓勵和支持自己的意思。
宗教學家島田裕巳認為畢業是一種通過儀禮，女子偶像在畢業後步入新階段的同時，原本的支持者面臨繼續支持已經畢業的成員或是轉為支持其他成員的情形中，從而保持支持者的人數，過去隨著年紀漸長，很多支持者會選擇徹底放棄支持偶像，現在卻依舊繼續支持，這種形式上的轉變在日本亦造成社會問題。